# Har Goderim
Har Goderim (hebreiska: הר גודרים) är ett berg i Israel.   Det ligger i distriktet Norra distriktet, i den norra delen av landet. Toppen på Har Goderim är 755 meter över havet, eller 74 meter över den omgivande terrängen. Bredden vid basen är 1,6 km.
Terrängen runt Har Goderim är huvudsakligen kuperad, men åt nordväst är den platt. Runt Har Goderim är det tätbefolkat, med 511 invånare per kvadratkilometer. Närmaste större samhälle är Karmi'el, 16,3 km sydväst om Har Goderim. 